# Siphonopidae
Sihpnopidae é uma família de anfíbios da ordem Gymnophiona encontrada na América do Sul e Central.

## Gêneros
- Brasilotyphlus Taylor, 1968
- Luetkenotyphlus Taylor, 1968
- Microcaecilia Taylor, 1968
- Mimosiphonops Taylor, 1968
- Siphonops Wagler, 1828